# Protosirènids
Els protosirènids (Protosirenidae) són una família de sirenis extints que visqueren des de l'estatge Lutecià fins al Bartonià.